# Амінь
Амі́нь (дав.-гр. ἀμήν, від івр. אמן, Аме́н — «воістину»; в західноєвропейський традиції лат. amen, А́мен) — завершальне слово в молитвах, богослужебних текстах і діях, проголошуване на підтвердження і закріплення істини. Деякою мірою аналогом слова амінь можна також вважати єврейське слово «села» (івр. סלה — букв. «навіки»), яке іноді використовується в значенні «Спинись і слухай» і служить для смислової емфази між Псалмами (грец. διάψαλμα).